# Col de la Sambine
Le col de la Sambine est un col de montagne routier à 1 272 mètres d'altitude dans le massif du Jura. Il est situé dans le département du Jura et relie Prémanon à Longchaumois.